# Corralchén
Corralchén är en ort i Mexiko.   Den ligger i kommunen Chilón och delstaten Chiapas, i den sydöstra delen av landet, 800 km öster om huvudstaden Mexico City. Corralchén ligger 1 091 meter över havet och antalet invånare är 116.
Terrängen runt Corralchén är huvudsakligen kuperad, men norrut är den bergig. Runt Corralchén är det ganska tätbefolkat, med 54 invånare per kvadratkilometer. Närmaste större samhälle är Yajalón, 15,5 km väster om Corralchén. I omgivningarna runt Corralchén växer i huvudsak städsegrön lövskog.